# Tschechischer Fußballpokal 2003/04
Der Tschechische Fußballpokal 2003/04 (tschechisch: Pohár ČMFS 2003/04) war die elfte Austragung des Fußballpokalwettbewerbs der Männer des Fußballverbandes der Tschechischen Republik. Im Endspiel setzte sich der AC Sparta Prag mit 2:1 gegen Baník Ostrava durch. Da beide Finalisten für die UEFA Champions League qualifiziert waren, ging der Startplatz für den UEFA-Pokal Pokalsieger an den Liganächsten.

## Modus und Termine
Am Wettbewerb nahmen in der Vorrunde 24 Mannschaften teil. Zu den 12 Gewinnern stießen in der ersten Runde weitere 84 Teams. In der zweiten Runde kamen 16 Erstligisten hinzu. In allen Runden wurde der Sieger in einem Spiel ermittelt. Bis zum Achtelfinale wurde bei unentschiedenem Ausgang nach der regulären Spielzeit von 90 Minuten ein Elfmeterschießen durchgeführt. Ab dem Viertelfinale gab es nach einem Remis eine Verlängerung von zweimal 15 Minuten und falls notwendig ein Elfmeterschießen. Das Finale fand am 18. Mai 2004 statt.
| Runde         | Datum            | Spiele | Vereine   | Neueinstiege |
| ------------- | ---------------- | ------ | --------- | ------------ |
| Vorrunde      | 13. Juli 2003    | 12     | 124 → 112 | 24           |
| 1. Runde      | 20. Juli 2003    | 48     | 112 → 64  | 84           |
| 2. Runde      | 23. Juli 2003    | 32     | 64 → 32   | 16           |
| 3. Runde      | 29. Oktober 2003 | 16     | 32 → 16   | –            |
| Achtelfinale  | 17. März 2004    | 08     | 16 → 8    | –            |
| Viertelfinale | 14. April 2004   | 04     | 8 → 4     | –            |
| Halbfinale    | 11. Mai 2004     | 02     | 4 → 2     | –            |
| Finale        | 18. Mai 2004     | 01     | 2 → 1     | –            |
| Gesamt        |                  | 1230   |           | 1240         |

## Vorrunde

### Teilnehmende Mannschaften
13 Viertligisten, 7 Fünftligisten und 4 Sechstligisten
| Vorrundenteilnehmer | | | |
| FK Union Cheb 2001 (IV) PFC Český Dub (IV) RMSK Cidlina Nový Bydžov (IV) Jiskra Nový Bor (IV) TJ Lokomotiva Pardubice (IV) FK Lokomotiva Prag (IV) | TJ Slovan Břeclav (IV) FC Elseremo Brumov (IV) SK Lipová (IV) ČSK Uherský Brod (IV) TJ Valašské Meziříčí (IV) FK Slavia Orlová-Lutyně (IV) | TJ Sokol Lázne Velké Losiny (IV) SK Bystřice nad Pernštejnem (V) AFK Atlantic Stolany-Lázně Bohdaneč (V) FC Velké Karlovice + Karolinka (V) TJ Slavoj Předměřice nad Labem (V) FK Meteor Stříbrná Skalice (V) | TJ Rozvoj Trstěnice (V) SK Mogul Vacenovice (V) TJ Sokol Bludov (VI) TJ Sokol Pěnčín (VI) FK Mühl Rumburk (VI) 1. FC Vítkovická nemocnice BMA 1853 (VI) |
| IV = Divize • V = Krajský přebor • VI = I. A třída                                                                                                 | | | |

### Begegnungen der Vorrunde
| Datum                 |                                          | Ergebnis        |                                    |
| --------------------- | ---------------------------------------- | --------------- | ---------------------------------- |
| 13.07.2003, 17:00 Uhr | FK Meteor Stříbrná Skalice (V)           | 1:1 (5:4 i. E.) | FK Lokomotiva Prag (IV)            |
| 13.07.2003, 17:00 Uhr | TJ Rozvoj Trstěnice (V)                  | 03:0 1          | FK Union Cheb 2001 (IV)            |
| 13.07.2003, 17:00 Uhr | RMSK Cidlina Nový Bydžov (IV)            | 4:2             | TJ Slavoj Předměřice nad Labem (V) |
| 13.07.2003, 17:00 Uhr | AFK Atlantic Stolany-Lázně Bohdaneč (V)  | 00:3 1          | TJ Lokomotiva Pardubice (IV)       |
| 13.07.2003, 17:00 Uhr | FK Mühl Rumburk (VI)                     | 3:1             | Jiskra Nový Bor (IV)               |
| 13.07.2003, 17:00 Uhr | TJ Sokol Pěnčín (VI)                     | 1:1 (3:5 i. E.) | PFC Český Dub (IV)                 |
| 13.07.2003, 17:00 Uhr | SK Bystřice nad Pernštejnem (V)          | 0:5             | SK Lipová (IV)                     |
| 13.07.2003, 17:00 Uhr | SK Mogul Vacenovice (V)                  | 1:2             | TJ Slovan Břeclav (IV)             |
| 13.07.2003, 17:00 Uhr | ČSK Uherský Brod (IV)                    | 4:1             | FC Elseremo Brumov (IV)            |
| 13.07.2003, 17:00 Uhr | TJ Sokol Bludov (VI)                     | 6:2             | TJ Sokol Lázne Velké Losiny (IV)   |
| 13.07.2003, 17:00 Uhr | FC Velké Karlovice + Karolinka (V)       | 7:1             | TJ Valašské Meziříčí (IV)          |
| 13.07.2003, 17:00 Uhr | 1. FC Vítkovická nemocnice BMA 1853 (VI) | 3:2             | FK Slavia Orlová-Lutyně (IV)       |

## 1. Runde

### Teilnehmende Mannschaften
Die 12 Sieger der Vorrunde, 13 Zweitligisten, 24 Drittligisten, weitere 44 Viertligisten und weitere drei Fünftligisten. Insgesamt nahmen 96 Mannschaften teil.
| Fotbalová národní liga 13 Mannschaften der 2. Liga 2003/04 | Sieger der Vorrunde die 12 Sieger der Vorrunde | weitere Teilnehmer 71 Mannschaften | weitere Teilnehmer 71 Mannschaften | weitere Teilnehmer 71 Mannschaften |
| 1. FK Drnovice Vysočina Jihlava SK Hradec Králové FK Mladá Boleslav SK Kladno FK Kunovice FK SIAD Most 1. HFK Olomouc FK AS Pardubice TJ Tatran Prachatice FC Bohemians Prag SC Xaverov Horní Počernice FC Vítkovice | TJ Slovan Břeclav (IV) PFC Český Dub' (IV) SK Lipová' (IV) RMSK Cidlina Nový Bydžov (IV) TJ Lokomotiva Pardubice (IV) ČSK Uherský Brod (IV) FC Velké Karlovice + Karolinka (V) FK Meteor Stříbrná Skalice (V) TJ Rozvoj Trstěnice (V) TJ Sokol Bludov (VI) FK Mühl Rumburk (VI) 1. FC Vítkovická nemocnice BMA 1853 (VI) | VT Chomutov (III) AFK Chrudim (III) FC Dragoun Břevnov (III) SK Buldoci Karlovy Vary-Dvory (III) FK Kolín (III) FK OEZ Letohrad (III) FK Náchod-Deštné (III) FC Sparta Krč Prag (III) FC Střížkov Praha 9 (III) SK Semily (III) TJ Slovan Varnsdorf (III) MFK Ústí nad Labem (III) FC MSA Dolní Benešov (III) FK Bystřice pod Hostýnem (III) FC Group Dolní Kounice (III) FC Dosta Bystrc-Kníničky (III) FK VP Frýdek-Místek (III) SK Hranice (III) SK Hanácká Slavia Kroměříž (III) SK Tatran Poštorná (III) SK LeRK Prostějov (III) Fotbal Třinec (III) FK UNEX Uničov (III) 1. SC Znojmo (III) | SK Benešov (IV) SK Senco Doubravka (IV) SK Hořovice (IV) SK Klatovy 1898 (IV) Spartak MAS Sezimovo Ústí (IV) SK Strakonice 1908 (IV) FK Tábor (IV) FK Jiskra Třeboň (IV) FK Slavia Vejprnice (IV) SK Union Čelákovice (IV) FK Tatran Kadaň (IV) SK Havran Kryry (IV) SK Sokol Libiš (IV) FK Chemopetrol Litvínov (IV) TJ Sokol Ovčáry (IV) FK Admira-Slavoj Prag (IV) SK Rakovník (IV) SK Roudnice nad Labem (IV) FK Slavoj Vyšehrad (IV) FK Agria Choceň (IV) FK Dobrovice (IV) SK Viktoria Sibřina (IV) TJ Jiskra Ústí nad Orlicí (IV) FC Velim (IV) | FK Autodemont Horka nad Moravou (IV) SK Spartak Hulín (IV) FC VMG Kyjov (IV) FC Morkovice (IV) FK Mutěnice (IV) FC TVD Slavičín (IV) HFK Třebíč (IV) SK Rostex Vyškov (IV) SK Dekora Ždírec nad Doubravou (IV) FK Baník Albrechtice (IV) FK Avizo Město Albrechtice (IV) FC IRP Český Těšin (IV) SK Dětmarovice (IV) FC Hlučin (IV) SK Králová 1954 (IV) FK Sokol Mokré Lazce (IV) Spartak VTJ Lipník nad Bečvou (IV) 1. VFC Rožnov pod Radhoštěm (IV) TJ Jiskra Rýmařov (IV) SK Sulko Zábřeh (IV) TJ Chanos Chanovice (V) TJ Sokol Kamenný Újezd (V) Spartak Rychnov nad Kněžnou (V) |
| Ligaebene in Klammern: III = ČFL bzw. MSFL • IV = Divize • V = Krajský přebor • VI = I. A třída | | | | |

### Begegnungen der 1. Runde
| Datum                 |                                         | Ergebnis        |                                    |
| --------------------- | --------------------------------------- | --------------- | ---------------------------------- |
| 20.07.2003, 17:00 Uhr | FK Meteor Stříbrná Skalice (V)          | 0:2             | SK Benešov (IV)                    |
| 20.07.2003, 17:00 Uhr | TJ Sokol Ovčáry (IV)                    | 1:0             | SK Roudnice nad Labem (IV)         |
| 20.07.2003, 17:00 Uhr | SK Havran Kryry (IV)                    | 3:7             | MFK Ústí nad Labem (III)           |
| 20.07.2003, 17:00 Uhr | FK Chemopetrol Litvínov (IV)            | 1:2             | TJ Slovan Varnsdorf (III)          |
| 20.07.2003, 17:00 Uhr | SK Buldoci Karlovy Vary-Dvory (III)     | 2:2 (4:5 i. E.) | VT Chomutov (III)                  |
| 20.07.2003, 17:00 Uhr | FK Tatran Kadaň (IV)                    | 0:4             | FK SIAD Most (II)                  |
| 20.07.2003, 17:00 Uhr | TJ Rozvoj Trstěnice (V)                 | 1:3             | SK Rakovník (IV)                   |
| 20.07.2003, 17:00 Uhr | TJ Chanos Chanovice (V)                 | 0:3             | TJ Tatran Prachatice (II)          |
| 20.07.2003, 17:00 Uhr | TJ Sokol Kamenný Újezd (V)              | 0:3             | FK Tábor (IV)                      |
| 20.07.2003, 17:00 Uhr | FK Jiskra Třeboň (IV)                   | 3:1             | Spartak MAS Sezimovo Ústí (IV)     |
| 20.07.2003, 17:00 Uhr | FK Slavia Vejprnice (IV)                | 1:1 (2:4 i. E.) | SK Strakonice 1908 (IV)            |
| 20.07.2003, 17:00 Uhr | SK Klatovy 1898 (IV)                    | 1:3             | FC Střížkov Praha 9 (III)          |
| 20.07.2003, 17:00 Uhr | SK Hořovice (IV)                        | 1:6             | FC Bohemians Prag (II)             |
| 20.07.2003, 17:00 Uhr | SK Senco Doubravka (IV)                 | 1:3             | SK Kladno (II)                     |
| 20.07.2003, 17:00 Uhr | Spartak Rychnov nad Kněžnou (V)         | 1:6             | SK Hradec Králové (II)             |
| 20.07.2003, 17:00 Uhr | RMSK Cidlina Nový Bydžov (IV)           | 0:2             | FK Náchod-Deštné (III)             |
| 20.07.2003, 17:00 Uhr | TJ Lokomotiva Pardubice (IV)            | 1:1 (4:2 i. E.) | SK Semily (III)                    |
| 20.07.2003, 17:00 Uhr | FK Agria Choceň (IV)                    | 3:1             | FK OEZ Letohrad (III)              |
| 20.07.2003, 17:00 Uhr | TJ Jiskra Ústí nad Orlicí (IV)          | 1:3             | FK AS Pardubice (II)               |
| 20.07.2003, 17:00 Uhr | FK Mühl Rumburk (VI)                    | 1:4             | FC Velim (IV)                      |
| 20.07.2003, 17:00 Uhr | PFC Český Dub (IV)                      | 4:2             | FK Admira-Slavoj Prag (IV)         |
| 20.07.2003, 17:00 Uhr | FK Slavoj Vyšehrad (IV)                 | 0:1             | FK Kolín (II)                      |
| 20.07.2003, 17:00 Uhr | FK Dobrovice (IV)                       | 0:6             | FK Mladá Boleslav (II)             |
| 20.07.2003, 17:00 Uhr | SK Sokol Libiš (IV)                     | 0:2             | FC Sparta Krč Prag (III)           |
| 20.07.2003, 17:00 Uhr | SK Union Čelákovice (IV)                | 2:1             | FC Dragoun Břevnov (III)           |
| 20.07.2003, 17:00 Uhr | SK Dekora Ždírec nad Doubravou (IV)     | 1:0             | AFK Chrudim (III)                  |
| 20.07.2003, 17:00 Uhr | SK Viktoria Sibřina (IV)                | 0:3             | SC Xaverov Horní Počernice (II)    |
| 20.07.2003, 17:00 Uhr | SK Lipová (IV)                          | 0:2             | Vysočina Jihlava (II)              |
| 20.07.2003, 17:00 Uhr | HFK Třebíč (IV)                         | 1:0             | 1. SC Znojmo (III)                 |
| 20.07.2003, 17:00 Uhr | TJ Slovan Břeclav (IV)                  | 2:2 (4:5 i. E.) | FC Group Dolní Kounice (III)       |
| 20.07.2003, 17:00 Uhr | FC Dosta Bystrc-Kníničky (III)          | 2:0             | SK Tatran Poštorná (III)           |
| 20.07.2003, 17:00 Uhr | FK Mutěnice (IV)                        | 4:1             | FC VMG Kyjov (IV)                  |
| 20.07.2003, 17:00 Uhr | SK Rostex Vyškov (IV)                   | 0:0 (5:4 i. E.) | SK Hanácká Slavia Kroměříž (III)   |
| 20.07.2003, 17:00 Uhr | FC TVD Slavičín (IV)                    | 3:4             | FK Kunovice (II)                   |
| 20.07.2003, 17:00 Uhr | FC Morkovice (IV)                       | 1:4             | 1. FK Drnovice (II)                |
| 20.07.2003, 17:00 Uhr | ČSK Uherský Brod (IV)                   | 3:0             | FK Bystřice pod Hostýnem (III)     |
| 20.07.2003, 17:00 Uhr | SK Spartak Hulín (IV)                   | 2:1             | Spartak VTJ Lipník nad Bečvou (IV) |
| 20.07.2003, 17:00 Uhr | FC Velké Karlovice + Karolinka (V)      | 1:0             | SK Hranice (III)                   |
| 20.07.2003, 17:00 Uhr | SK Králová 1954 (IV)                    | 0:5             | FK UNEX Uničov (III)               |
| 20.07.2003, 17:00 Uhr | FK Autodemont Horka nad Moravou (IV)    | 0:5             | SK LeRK Prostějov (III)            |
| 20.07.2003, 17:00 Uhr | 1. FC Vítkovická nemocnice BMA 1853 (I) | 00:3 1          | FC MSA Dolní Benešov (III)         |
| 20.07.2003, 17:00 Uhr | FK Sokol Mokré Lazce (IV)               | 3:0             | FC Hlučin (IV)                     |
| 20.07.2003, 17:00 Uhr | SK Dětmarovice (IV)                     | 0:2             | FC Vítkovice (II)                  |
| 20.07.2003, 17:00 Uhr | FK Avizo Město Albrechtice (IV)         | 3:0             | TJ Jiskra Rýmařov (IV)             |
| 20.07.2003, 17:00 Uhr | 1. VFC Rožnov pod Radhoštěm (IV)        | 0:4             | 1. HFK Olomouc (II)                |
| 20.07.2003, 17:00 Uhr | FK Baník Albrechtice (IV)               | 2:0             | Fotbal Třinec (III)                |
| 20.07.2003, 17:00 Uhr | FC IRP Český Těšin (IV)                 | 2:0             | FK VP Frýdek-Místek (III)          |
| 20.07.2003, 17:20 Uhr | TJ Sokol Bludov (VI)                    | 1:3             | SK Sulko Zábřeh (IV)               |

## 2. Runde

### Teilnehmende Mannschaften
| Gambrinus Liga 2003/04 16 Erstligisten | Sieger der 1. Runde 48 Mannschaften | Sieger der 1. Runde 48 Mannschaften | Sieger der 1. Runde 48 Mannschaften |
| AC Sparta Prag SK Slavia Prag FK Chmel Blšany SK České Budweis FK Marila Příbram 1. FC Brünn FK Jablonec 97 Baník Ostrava Slovan Liberec SK Sigma Olmütz SFC Opava FC Viktoria Pilsen 1. FC SYNOT FK Teplice FK Viktoria Žižkov FK Tescoma Zlín | 1. FK Drnovice (II) SC Xaverov Horní Počernice (II) Vysočina Jihlava (II) SK Hradec Králové (II) SK Kladno (II) FK Kolín (II) FK Kunovice (II) FK Mladá Boleslav (II) FK SIAD Most (II) 1. HFK Olomouc (II) FK AS Pardubice (II) TJ Tatran Prachatice (II) FC Bohemians Prag (II) FC Vítkovice (II) FC MSA Dolní Benešov (III) FC Dosta Bystrc-Kníničky (III) | SK Union Čelákovice (III) VT Chomutov (III) FK Náchod-Deštné (III) FC Group Dolní Kounice (III) FC Sparta Krč Prag (III) FC Střížkov Praha 9 (III) SK LeRK Prostějov (III) FK UNEX Uničov (III) MFK Ústí nad Labem (III) TJ Slovan Varnsdorf (III) SK Dekora Ždírec nad Doubravou (III) 1. SC Znojmo (III) FK Baník Albrechtice (IV) FK Avizo Město Albrechtice (IV) SK Benešov (IV) FK Agria Choceň (IV) | PFC Český Dub (IV) SK Spartak Hulín (IV) FK Sokol Mokré Lazce (IV) TJ Sokol Ovčáry (IV) TJ Lokomotiva Pardubice (IV) FK Mutěnice (IV) SK Rakovník (IV) SK Rostex Vyškov (IV) SK Strakonice 1908 (IV) FK Tábor (IV) FC IRP Český Těšin (IV) FK Jiskra Třeboň (IV) ČSK Uherský Brod (IV) FC Velim (IV) SK Sulko Zábřeh (IV) FC Velké Karlovice + Karolinka (V) |
| Ligaebene in Klammern: II = FNL • III = ČFL bzw. MSFL • IV = Divize • V = Krajský přebor | | | |

### Begegnungen der 2. Runde
| Datum                 |                                      | Ergebnis        |                                 |
| --------------------- | ------------------------------------ | --------------- | ------------------------------- |
| 22.07.2003, 17:00 Uhr | SK Spartak Hulín (IV)                | 1:9             | SK Sigma Olmütz (I)             |
| 22.07.2003, 17:00 Uhr | FK Mutěnice (IV)                     | 1:9             | 1. FC Brünn (I)                 |
| 22.07.2003, 17:00 Uhr | SK Rostex Vyškov (IV)                | 2:3             | 1. FC SYNOT (I)                 |
| 22.07.2003, 17:00 Uhr | FK Náchod-Deštné (III)               | 1:1 (7:8 i. E.) | SK Slavia Prag (I)              |
| 22.07.2003, 17:10 Uhr | FC Střížkov Praha 9 (III)            | 0:1             | AC Sparta Prag (I)              |
| 22.07.2003, 18:00 Uhr | PFC Český Dub (IV)                   | 2:5             | Slovan Liberec (I)              |
| 23.07.2003, 17:00 Uhr | FK Sokol Mokré Lazce (IV)            | 0:3             | SFC Opava (I)                   |
| 23.07.2003, 17:00 Uhr | TJ Lokomotiva Pardubice (IV)         | 0:6             | FK Jablonec 97 (I)              |
| 23.07.2003, 17:00 Uhr | FK Baník Albrechtice (IV)            | 0:3             | Baník Ostrava (I)               |
| 23.07.2003, 17:00 Uhr | FC Velim (IV)                        | 1:3             | FK Viktoria Žižkov (I)          |
| 23.07.2003, 17:00 Uhr | FC Sparta Krč Prag (III)             | 0:2             | FK Chmel Blšany (I)             |
| 23.07.2003, 17:00 Uhr | FC Velké Karlovice + Karolinka (V)   | 0:2             | FK Tescoma Zlín (I)             |
| 23.07.2003, 17:00 Uhr | TJ Tatran Prachatice (II)            | 1:3             | FC Viktoria Pilsen (I)          |
| 23.07.2003, 17:00 Uhr | FK Tábor (IV)                        | 2:1             | SK Benešov (IV)                 |
| 23.07.2003, 17:00 Uhr | FK Avizo Město Albrechtice (IV)      | 0:5             | FC Vítkovice (II)               |
| 23.07.2003, 17:00 Uhr | FC IRP Český Těšin (IV)              | 0:4             | FC MSA Dolní Benešov (III)      |
| 23.07.2003, 17:00 Uhr | TJ Sokol Ovčáry (IV)                 | 0:0 (3:5 i. E.) | TJ Slovan Varnsdorf (III)       |
| 23.07.2003, 17:00 Uhr | HFK Třebíč (IV)                      | 1:0             | FC Dosta Bystrc-Kníničky (III)  |
| 23.07.2003, 17:00 Uhr | FC Group Dolní Kounice (III)         | 1:3             | 1. FK Drnovice (II)             |
| 23.07.2003, 17:00 Uhr | SK Strakonice 1908 (IV)              | 0:0 (5:4 i. E.) | SK České Budweis (I)            |
| 23.07.2003, 17:00 Uhr | SK LeRK Prostějov (III)              | 0:3             | 1. HFK Olomouc (II)             |
| 23.07.2003, 17:00 Uhr | FK Mladá Boleslav (II)               | 0:1             | SK Hradec Králové (II)          |
| 23.07.2003, 17:00 Uhr | FK Agria Choceň (IV)                 | 0:0 (4:2 i. E.) | FK AS Pardubice (II)            |
| 23.07.2003, 17:00 Uhr | SK Union Čelákovice (IV)             | 3:3 (2:4 i. E.) | SC Xaverov Horní Počernice (II) |
| 23.07.2003, 17:00 Uhr | ČSK Uherský Brod (IV)                | 2:0             | FK Kunovice (II)                |
| 23.07.2003, 17:00 Uhr | SK Kladno (II)                       | 0:0 (3:4 i. E.) | FK Marila Příbram (I)           |
| 23.07.2003, 17:00 Uhr | SK Rakovník (IV)                     | 2:4             | VT Chomutov (III)               |
| 23.07.2003, 17:00 Uhr | FK SIAD Most (II)                    | 0:0 (6:7 i. E.) | FK Teplice (I)                  |
| 23.07.2003, 17:00 Uhr | MFK Ústí nad Labem (III)             | 4:0             | FK Kolín (III)                  |
| 23.07.2003, 17:00 Uhr | SK Sulko Zábřeh (IV)                 | 1:2             | FK UNEX Uničov (III)            |
| 23.07.2003, 17:00 Uhr | FK Jiskra Třeboň (IV)                | 0:1             | FC Bohemians Prag (I)           |
| 23.07.2003, 17:00 Uhr | SK Dekora Ždírec nad Doubravou (III) | 0:6             | Vysočina Jihlava (II)           |

## 3. Runde
Teilnehmer: Die 32 Sieger der 2. Runde
| Datum                 |                                 | Ergebnis        |                        |
| --------------------- | ------------------------------- | --------------- | ---------------------- |
| 15.10.2003, 15:30 Uhr | HFK Třebíč (IV)                 | 0:4             | 1. FC Brünn (I)        |
| 28.10.2003, 14:30 Uhr | ČSK Uherský Brod (IV)           | 0:8             | FK Tescoma Zlín (I)    |
| 28.10.2003, 14:30 Uhr | TJ Slovan Varnsdorf (III)       | 1:1 (2:4 i. E.) | FK Jablonec 97 (I)     |
| 28.10.2003, 14:30 Uhr | FC MSA Dolní Benešov (III)      | 1:1 (7:8 i. E.) | Baník Ostrava (I)      |
| 28.10.2003, 14:30 Uhr | Vysočina Jihlava (II)           | 1:0             | SK Slavia Prag (I)     |
| 28.10.2003, 14:30 Uhr | FK Agria Choceň (IV)            | 2:2 (5:4 i. E.) | FK Viktoria Žižkov (I) |
| 28.10.2003, 14:30 Uhr | FK UNEX Uničov (III)            | 2:1             | SK Sigma Olmütz (I)    |
| 28.10.2003, 14:30 Uhr | MFK Ústí nad Labem (III)        | 1:1 (0:3 i. E.) | FK Teplice (I)         |
| 29.10.2003, 14:30 Uhr | FK Tábor (IV)                   | 0:5             | AC Sparta Prag (I)     |
| 29.10.2003, 14:30 Uhr | FC Vítkovice (II)               | 0:2             | SFC Opava (I)          |
| 29.10.2003, 14:30 Uhr | SK Strakonice 1908 (IV)         | 0:0 (3:2 i. E.) | 1. HFK Olomouc (II)    |
| 29.10.2003, 14:30 Uhr | SC Xaverov Horní Počernice (II) | 0:4             | FK Chmel Blšany (I)    |
| 29.10.2003, 14:30 Uhr | VT Chomutov (III)               | 0:2             | FK Marila Příbram (I)  |
| 29.10.2003, 14:30 Uhr | FC Bohemians Prag (II)          | 0:0 (6:7 i. E.) | FC Viktoria Pilsen (I) |
| 29.10.2003, 17:00 Uhr | SK Hradec Králové (II)          | 0:4             | Slovan Liberec (I)     |
| 29.10.2003, 17:00 Uhr | 1. FK Drnovice (II)             | 2:1             | 1. FC SYNOT (I)        |

## Achtelfinale
| Datum                 |                         | Ergebnis |                        |
| --------------------- | ----------------------- | -------- | ---------------------- |
| 17.03.2004, 15:00 Uhr | AC Sparta Prag (I)      | 2:0      | SFC Opava (I)          |
| 17.03.2004, 15:00 Uhr | SK Strakonice 1908 (IV) | 0:2      | Slovan Liberec (I)     |
| 17.03.2004, 15:00 Uhr | FK Agria Choceň (IV)    | 0:2      | FK Chmel Blšany (I)    |
| 17.03.2004, 15:00 Uhr | FK UNEX Uničov (III)    | 1:2      | FK Teplice (I)         |
| 17.03.2004, 17:00 Uhr | 1. FK Drnovice (II)     | 0:2      | 1. FC Brünn (I)        |
| 17.03.2004, 17:00 Uhr | FK Marila Příbram (I)   | 2:0      | FK Tescoma Zlín (I)    |
| 24.03.2004, 17:00 Uhr | Baník Ostrava (I)       | 1:0      | FK Jablonec 97 (I)     |
| 07.04.2004, 16:30 Uhr | Vysočina Jihlava (II)   | 2:1      | FC Viktoria Pilsen (I) |

## Viertelfinale
| Datum                 |                       | Ergebnis |                     |
| --------------------- | --------------------- | -------- | ------------------- |
| 14.04.2004, 16:25 Uhr | Baník Ostrava (I)     | 1:0      | 1. FC Brünn (I)     |
| 14.04.2004, 19:00 Uhr | Slovan Liberec (I)    | 2:0      | FK Chmel Blšany (I) |
| 15.04.2004, 17:00 Uhr | Vysočina Jihlava (II) | 1:0      | FK Teplice (I)      |
| 15.04.2004, 17:00 Uhr | FK Marila Příbram (I) | 1:3      | AC Sparta Prag (I)  |

## Halbfinale
| Datum                 |                    | Ergebnis |                       |
| --------------------- | ------------------ | -------- | --------------------- |
| 11.05.2004, 19:00 Uhr | Baník Ostrava (I)  | 2:1      | Vysočina Jihlava (II) |
| 12.05.2004, 16:25 Uhr | AC Sparta Prag (I) | 1:0      | Slovan Liberec (I)    |

## Finale
| Paarung        | Baník Ostrava – AC Sparta Prag |
| Ergebnis       | 1:2 (0:0) |
| Datum          | 18. Mai 2004 um 16:25 Uhr |
| Stadion        | Stadion Evžena Rošického, Prag |
| Zuschauer      | 6.985 |
| Tore           | 0:1 Jan Rezek (51.), 1:1 Mario Lička (56.), 1:2 Petr Johana (84.) |
| Baník Ostrava  | Jan Laštůvka – Pavel Besta, René Bolf, David Bystroň, Peter Drozd (86. Libor Žůrek) – Zdeněk Pospěch (70. Rostislav Kiša), Mario Lička, Radoslav Látal, Martin Čížek – Miroslav Matušovič, Marek Heinz Cheftrainer: František Komňacký                         |
| AC Sparta Prag | Jaromír Blažek – Jiří Homola, Petr Johana, Radoslav Kováč, Tomáš Sivok – Martin Petráš, Tomáš Hübschman, Rastislav Michalík (72. Petr Voříšek) – Karel Poborský, Tomáš Jun (75. David Bičík), Jan Rezek (83. Vladimir Gluščević) Cheftrainer: František Straka |
| Platzverweise  | Jaromír Blažek (73.) – keine |